# Linna (Jõhvi)
Linna is een plaats in de Estlandse gemeente Jõhvi, provincie Ida-Virumaa. De plaats heeft de status van dorp (Estisch: küla).

## Bevolking
Het dorp had 28 inwoners op 31 december 2011 en 33 inwoners op 31 december 2021.

## Ligging
Linna aan de Põhimaantee 1, de hoofdweg van Tallinn naar Narva.